# David Rivas
Pour les articles homonymes, voir Rivas.
David Rivas Rodríguez dit David Rivas, né le 2 décembre 1978 à Dos Hermanas (Séville), est un footballeur espagnol au poste de défenseur.

## Carrière
- 2002-2010 : Betis Séville  Espagne
- 2010-2011 : FC Vaslui  Roumanie
- depuis 2011 : SD Huesca  Espagne

## Palmarès
- Vainqueur de la Coupe d'Espagne : 2005 (Real Betis Séville).